# Karoline Edtstadler

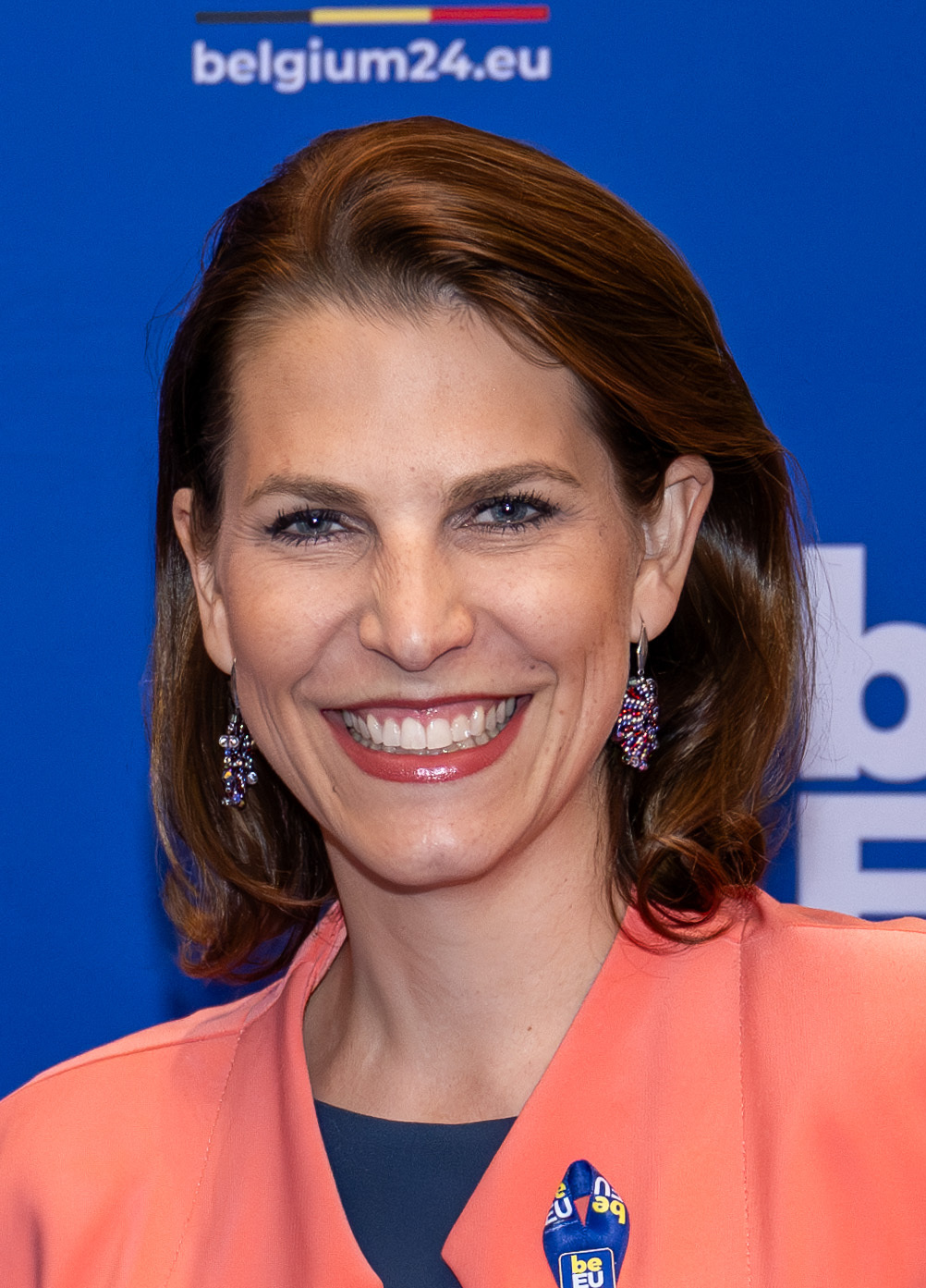
Karoline Edtstadler (2024)

Karoline Stephanie Edtstadler (* 28. März 1981 in Salzburg) ist eine österreichische Juristin, Politikerin (ÖVP) und seit dem 2. Juli 2025 die Landeshauptfrau von Salzburg in der Landesregierung Edtstadler. Von 2020 bis zum 3. März 2025 war sie österreichische Kanzleramtsministerin in den Bundesregierungen Kurz II, Schallenberg, Nehammer sowie der einstweiligen Bundesregierung Schallenberg. Zuvor war sie vom 18. Dezember 2017 bis zum 28. Mai 2019 Staatssekretärin im Bundesministerium für Inneres der Republik Österreich sowie vom 2. Juli 2019 bis zum 6. Jänner 2020 Mitglied des Europäischen Parlaments.

## Leben
Karoline Edtstadler wurde als Tochter des früheren Salzburger Landtagsdirektors Karl W. Edtstadler geboren und wuchs in Elixhausen im Bezirk Salzburg-Umgebung auf. Nach dem Besuch der Volksschule Elixhausen und des Musischen Gymnasiums Salzburg, wo sie 1999 maturierte, absolvierte sie ein Studium der Rechtswissenschaften an der Universität Salzburg. Das Studium schloss sie 2004 als Magistra ab, anschließend folgte ein Gerichtspraktikum am Bezirksgericht Mondsee und am Landesgericht Salzburg.
2006 wurde sie Richteramtsanwärterin im Sprengel des Oberlandesgerichts Linz und 2008 Richterin am Landesgericht Salzburg. Im Oktober 2011 wechselte sie ins Justizministerium in die Sektion IV „Strafrecht“ (Straflegistik) bei Christian Pilnacek und 2014 als persönliche Referentin ins Kabinett von Justizminister Wolfgang Brandstetter, wo sie in die Reform des Strafgesetzbuches und des Jugendstrafrechts eingebunden war. Anfang 2015 wurde sie zur Oberstaatsanwältin bei der Wiener Korruptionsstaatsanwaltschaft ernannt. Ab Mai 2016 war sie juristische Mitarbeiterin am Europäischen Gerichtshof für Menschenrechte (EGMR) in Straßburg.
Seit Herbst 2018 ist sie unter Präsident Peter McDonald Vizepräsidentin der Sportunion.
Karoline Edtstadler ist römisch-katholisch. Ihr im Jahr 2000 geborener Sohn ist als Polizist tätig. Sie lebt in Salzburg und Wien. Ihre Schwester Theresa Edtstadler-Kulhanek ist Geschäftsführerin des Europa-Forums Wachau und kandidierte bei der Nationalratswahl 2019 auf Platz 18 der Landesliste der Volkspartei Niederösterreich.

## Politik
In Henndorf am Wallersee war sie von 2004 bis 2006 ÖVP-Gemeinderätin. Ab dem 18. Dezember 2017 war sie Staatssekretärin im Bundesministerium für Inneres der Republik Österreich. Am 28. Mai 2019 wurde sie gemeinsam mit den Mitgliedern der Bundesregierung Kurz I vom Bundespräsidenten Alexander Van der Bellen des Amtes enthoben.
Im Juni 2018 wurde sie stellvertretende Salzburger Landesobfrau des Österreichischen Arbeitnehmerinnen- und Arbeitnehmerbundes (ÖAAB), als dessen stellvertretende Bundesobfrau sie fungiert. Im Rahmen der Koalitionsverhandlungen zur Regierungsbildung 2019 verhandelte sie in der Hauptgruppe Europa, Integration, Migration und Sicherheit. Am 7. Jänner 2020 wurde sie als Bundesministerin ohne Portefeuille in der Bundesregierung Kurz II vom Bundespräsidenten Alexander Van der Bellen angelobt. Seit dem 29. Jänner 2020 ist sie Bundesministerin für EU und Verfassung im Bundeskanzleramt. Für den Sommer 2021 übernahm Edtstadler als Karenzvertretung zusätzlich von Ministerin Susanne Raab deren Agenden Frauen, Familie, Jugend und Integration.
Während der Corona-Pandemie trat Edtstadler durch eine besonders rigide Rhetorik gegenüber Ungeimpften in Erscheinung. So trieb sie die Impfpflicht in Österreich voran und verteidigte Strafen für Ungeimpfte. Unter anderem tätigte sie in ihrer Rolle als Verfassungsministerin in einem Interview mit dem österreichischen Fernsehsender Puls 24 im Dezember 2021 die Aussage:

„Mit der Einführung der Impfpflicht ist es eigentlich rechtswidrig, in Österreich zu wohnen und nicht geimpft zu sein. Und daran können sich auch andere Konsequenzen knüpfen.“

Sie vollzog aber letztlich eine Kehrtwende und war dann für die Aussetzung der Impfpflicht.
Im Mai 2024 kritisierte Edtstadler eine geplante Teilnahme des israelischen Philosophen Omri Boehm bei einer Veranstaltung der Wiener Festwochen auf dem Wiener Judenplatz und warf Boehm „puren Antizionismus und damit Antisemitismus“ vor. Für die Nationalratswahl 2024 wurde sie Spitzenkandidatin auf der Landesliste der ÖVP Salzburg sowie Listenvierte auf der ÖVP-Bundesliste.
Im November 2024 gab sie bekannt, nicht Teil einer kommenden Bundesregierung sein zu wollen und eine Anwaltskanzlei in Salzburg aufzubauen. Spekulationen einer Nachfolge als Landeshauptfrau Salzburgs wurden vom amtierenden Landeshauptmann Wilfried Haslauer zunächst dementiert. Am 9. Jänner 2025 gab Haslauer bekannt, sein Wunsch sei, dass Edtstadler ihm im Februar 2025 als geschäftsführende Parteiobfrau, im Juni 2025 als Parteivorsitzende und im Juli 2025 als Landeshauptfrau nachfolge.
Nach dem Ausscheiden von Barbara Eibinger-Miedl im März 2025 aus dem fünfköpfigen Parteipräsidium folgte ihr Edtstadler als ÖVP-Bundesparteiobmann-Stellvertreterin nach.
Am Landeskongress der ÖVP Salzburg am 28. Juni 2025 wurde sie mit 97,5 Prozent der Stimmen zur ÖVP-Landesparteiobfrau gewählt. Ihr Nationalratsmandat ging an Kira Grünberg.
Am 2. Juli 2025 wurde sie vom Salzburger Landtag mit den Stimmen der Abgeordneten von ÖVP, FPÖ und SPÖ zur Landeshauptfrau von Salzburg gewählt. In der Landesregierung Edtstadler verantwortet sie die Ressorts Katastrophenschutz, Europa, Gemeinden, Wirtschaft, Volkskultur, Beteiligungen und Innerer Dienst.

### EU-Parlament
Für die Europawahl 2019 wurde sie auf den zweiten Listenplatz der ÖVP hinter Othmar Karas gereiht. Sie erreichte dabei 115.906 Vorzugsstimmen. In der am 2. Juli 2019 beginnenden 9. Wahlperiode war sie stellvertretende Vorsitzende im Unterausschuss für Menschenrechte (DROI), volles Mitglied im Ausschuss für bürgerliche Freiheiten, Justiz und Inneres (LIBE) und der Delegation für die Beziehungen zur Koreanischen Halbinsel (DKOR) sowie stellvertretendes Mitglied im Rechtsausschuss (JURI), im Ausschuss für konstitutionelle Fragen (AFCO, bis 7. Juli 2019), im Ausschuss für auswärtige Angelegenheiten (AFET, seit 8. Juli 2019) und in der Delegation für die Beziehungen zu Südafrika.
Nach der Wahl von Othmar Karas zum Vizepräsidenten des Europäischen Parlaments im Juli 2019 wurde Edtstadler als dessen Nachfolgerin zur ÖVP-Delegationsleiterin gewählt. Ursprünglich sollte sie 2020 von Othmar Karas die Leitung der ÖVP-Delegation im EU-Parlament übernehmen. Am 29. Jänner 2020 wurde sie Bundesministerin für EU und Verfassung im Bundeskanzleramt in der Bundesregierung Kurz II. Aufgrund des Wechsels schied sie am 6. Jänner 2020 aus dem EU-Parlament aus, ihr EU-Mandat übernahm Christian Sagartz. Als ÖVP-Delegationsleiterin folgte ihr Angelika Winzig nach. In der XXVIII. Gesetzgebungsperiode wurde sie 2025 im ÖVP-Parlamentsklub Bereichssprecherin für Europa- und Außenpolitik.

## Auszeichnungen
- Grosskreuz  des Fürstlich Liechtensteinischen Verdienstordens (2023)[47]
- Großes Goldenes Ehrenzeichen am Bande für Verdienste um die Republik Österreich (2025)[48]